# Димитрије Јовчић
Димитрије Јовчић (Врање, 1889 — Београд, 1973) био је први српски дечји хирург, академик САНУ, први управник дечје хируршке клинике Универзитетске дечје клинике у Тиршовој 10 у Београду.

## Живот и каријера
Рођен је 14. октобра 1889. године y Врању, од оца Манасија и мајке Јелисавете, рођене Пантазис. Основну школу и 6 разреда гимназије завршио је y Врању, 6. разред y Београду, a 7. разред y Нишу, где је и матурирао 1908. године. Прво је годину дана студирао на Техничком факултету y Београду, који напушта 1909. године након што се уписао на студије медицине y Паризу. Студије је прекинуо 1912. године и до 1915. године као добровољац учествовао је у ратовима за ослобођење Старе Србије и Македоније. Током балканских и Првог светског рата обављао је разне дужности y пуку, дивизијском завојишту, резервној војној болници и Санитетском одељењу Врховне команде.
Године 1915. вратио се у Париз, и наставио студије медицине. Дпломирао је 1918. године и исте године започео је специјализацију дечије хирургије и ортопедије у Паризу, коју је завршио 1921. године. Све време радио је као асистент, највише код великог учитеља Гастона Омбредана и професора Аугуста Броке, али такође и у великом центру за коштано-зглобну туберкулозу у Берк сур Меру у департману Па де Кале, чији су управници били, најпре др Виктор Менар, a потом професор Етјен Сорел. Јовчић је специјализирао и y Морнаричкој болници.
По повратку y Краљевину Југославију 1921. године, Санитетски савет признао му је специјалност из дечије хирургије и ортопедије, и он је тако постао први специјалиста дечије хирургије, не само у Србији већ и у Краљевини СХС.
Када је 1924. године у Општој државној болници у Београду основано Одељење дечије хирургије, прво је вршио дужности заступника, а следеће године и шефа овог одељења, првог одељења дечије хирургије y Краљевини СХС. Тиме је он не само започео стварање те дисциплине у ондашњој Југославији већ и стварање прве школе дечије хирургије и ортопедије, из које ће изаћи читав низ специјалиста, каснијих носилаца те нове дисциплине, југословенске дечије хирургије.
Када су на Медицинском факултету у Београду 30-тих година 20.века увидели значај дечије хирургије, 1933. године др Јовчић је био изабран
за првог приватног доцента дечије хирургије и ортопедије.
При крају Другог светског рата др Јовчић је ступио у јединице НОБ-а и радио је као хирург на Сремском фронту. После рата наставио је рад на Дечијој хируршкој клиници. Медицински факултет га је 1946. изабрао за хонорарног наставника, а 1947. године, за „наставника по позиву“ и потом за ванредног професора дечије хирургије и управника Клинике за дечију хирургију, прве такве клинике y Србији и Југославији.
Године 1953. изабран је за редовног професора дечје хирургије и тако постао први редовни професор ове хируршке специјалности у Југославији.
Поред дужности на клиници, професор Јовчић је годинама обављао и бројне обавезе на Факултету, на коме је био члан и председник разних факултетских одбора и комисија, члан Савета Медицинског факултета, председник Одбора за централну библиотеку Медицинског факултета,
члан факултетског Одбора за изградњу хируршког блока, председник Комисије за полагање специјалистичког испита из дечије хирургије и члан Комисије за полагање специјалистичког испита из ортопедије и трауматологије.
Као клинички професор Јовчић је радио до 1961. године, када је отишао у старосну пензију.

## Дело
Научна делатност Др Јовчића је своју научну делатност изнео у 107 публикација, објављених у СФР Југославији, и иностранству (највише у француској литератури). Својим стручним и научним радовима Јовчић је настојао да решава бројне проблеме из разних области дечје хирургије и ортопедије. Из тог његовог рада настао је читав низ нових метода, које је најчешће разрађивао и примењивао на своме одељењу, тежећи непрестано да их унапреди.
Рад др Јовчић остао је евидентиран у свим областима које су у његово време биле проблем дечије и ортопедске хирургије. Он је својим радом једним делом продубљивао проучавање проблема којима је био приступио раније, а другим делом је приступао и научном проучавању нових тема. На свим иступањима пред међународне стручне форуме, његов рад је био јавно прихватан, јер је сматран за клиничар високог ранга и научник суптилне критичности.
Поље рада професора Јовчића је било веома широко, а у свима областима којима се бавио постизао је изврсне резулате, компарабилне или чак и боље него што су понекад били резултати великих болница у иностранству.
Области у којима се професора Јовчић нарочито истицао биле су:
- Хирургија трбушних органа код деце, у којој јед је пре свега увео модификације технике апенденктомије.
- Смањење смртност од пнеумококних перитонитиса јер је пре појаве антибиотика она достизала 85–100%. Јовчић је био први који је у Србији применио пеницилин у лечењу ове болести.
- Радикотомија код Литлеове болести применом Ферстерове операције. Захваљујући професору Јовчић и резултатима његовог рада и дечја хируршка клиника y Паризу почела је са успехом поновну примену ове операције код Литлове болести.
- Посебна група радова из области коштано-зглобне туберкулозе. Он је, у предратном периоду, у лечењу ове болести примењивао дуготрајну имобилизацију, а након открића Стрептомицина почео га је одмах примењивати.
- У трауматологији коштанозглобног система код деце др Јовчић се још 1934. године залагао на првом месту за конзервативно лечење прелома костију, али је разрађивао индикације и за оперативно лечење, са којим је у појединим случајевима, применом остеосинтезе, успевао да постигне одличне резултате. Његов став је подржан је од стране главних референата на Интернационалном конгресу у Барселони 1957. године.
- Проучавање малигних тумора црева, танког и дебелог, костију и других органа.
- Неонаталне хирургије, тј. у оперативном лечењу различитих урођених малформација, заступао је примену што раније, по могућности непосредне оперативне интервенције у циљу спасавања живота новорођенчета.
- Хирургије урођених малформација пупка, омфалоцела, у коју је др Јовчић описоа и увео и трећи, дотле непознат облик ове озбиљне малформације. Тај микстни или интермедијерни облик, како га је он назвао 1932. године, прихваћен је потом и од многих страних аутора.
- Лечења урођених обољења коштанозглобног система. У овој области Димитрија Јовчић је увео ортопедске корекције тих урођених аномалија, међу којима се посебно бавио проблемом урођеног ишчашења кука, које је било јако чест у Југославији. Поред конзервативног, ортопедског лечења, увео је и артрографију кука. Од оперативних захвата, први је у Југославији извео ацетабулопластику и крваву репозицију.
- Лечења рахитичних деформација и њихове хируршке корекције, јер се целог радног века сретао са тешким рахитичним деформацијама, нарочито удова, којих је у његово време било неупоредиво више него данас због слабих или никаквих мера превенције.

## Признања
- 1962. — Плакета за пожртвован рад y Српском лекарском друштву
- 1962. — Доживотни почасни председника Друштва ортопеда и трауматолога Југославије,
- 1963. — Почасног члана Удружење педијатара Југославије.
- 1972. — Диплома Хируршке секције за заслуге за развој Југословенске дечје хирургије.
- Почасни председника Хируршке, Педијатријске и Ортопедско-трауматолошка секција Српског лекарског друштва. Преминуо је у 83 години живота 16. фебруара 1973. године.